# Astyanax chaparae
Astyanax chaparae är en fiskart som beskrevs av Fowler, 1943. Astyanax chaparae ingår i släktet Astyanax och familjen Characidae. Inga underarter finns listade.